# گند سالار
گُند سالار فرمانده گند شاهنشاه در ارتش شاهنشاهی ساسانی بود. گند یگانی از ۴٬۰۰۰ هزار نیروی ویژهٔ دیلمی در خدمت شاهنشاه ساسانی بود. از روایت‌های تاریخ‌نگاران چنین برمی‌آید که بزرگ‌ترین واحد ارتش را «گند» و فرماندهٔ آن را گند سالار می‌خواندند و هر گند مرکب از چند «درفش» و هر درفشی شامل چند «وشت» بوده‌است.

## واژه‌شناسی
«گند سالار» (< پارسی میانه: gund-sālār) به معنای «فرمانده گند؛ سرتیپ» از دو واژه ساخته شده‌است:
گند < پارسی میانه: gund < پارسی باستان: vr̥nda- «لشکر» + سالار < پارسی میانه: sardār < پارسی باستان: *sara-dāra- «سردار».